# Gosankyō

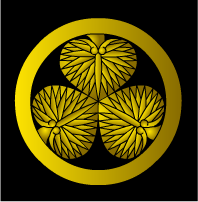
Maru-ni-mitsuba-aoi (丸に三つ葉葵, « Trois feuilles d'asaret en cercle », mon de la famille Tokugawa.

Tokugawa Yoshimune, gravure du XVIIIe siècle.

Le nom gosankyō (御三卿) recouvre trois branches du clan Tokugawa japonais. Ces trois lignées descendent de Yoshimune (1684-1751), huitième des quinze shoguns Tokugawa. Yoshimune fonde le gosankyō pour augmenter (ou peut-être remplacer) le gosanke, à la tête des puissants domaines féodaux d'Owari, Kishū et Mito.
Son deuxième fils, Munetake, fonde la branche Tayasu (田安家), son quatrième fils Munetada, la branche Hitotsubashi (一橋家) et son petit-fils Shigeyoshi, deuxième fils du neuvième shogun Ieshige, fonde la branche Shimizu (清水家).
Contrairement au gosanke, les trois branches qui constituent le gosankyō ne gouvernent aucun han, mais résident dans la région du château d'Edo et tirent leurs revenus des terres situées dans les environs d'Edo et directement gouvernées par le shogunat. Les gosankyō ont le droit de porter le nom « Tokugawa », tout comme la lignée principale. Ils restent pourtant importants jusqu'à la fin du shogunat Tokugawa et quelques shoguns tardifs sont issus de la lignée Hitotsubashi. Les noms de chaque lignée proviennent des portes du château d'Edo près desquelles ces familles ont leur résidence.
Les gosankyō ont rempli à deux reprises leur mission d'élever un fils susceptible d'assurer la continuité de la dynastie Tokugawa : les 11e et 15e shogun ; Tokugawa Ienari et Tokugawa Yoshinobu sont issus de la maison Hitotsubashi, tandis que Yoshinobu lui-même est adopté par la maison Mito parce que les Hitotsubashi n'ont pas d'héritier. Ce n'est qu'après la restauration de Meiji que les Tayasu présentent un héritier pour la branche principale des Tokugawa, à savoir Tokugawa Iesato, qui devient chef de la famille Tokugawa après le retrait du shogun Yoshinobu, puis un influent politicien de l'ère Meiji.
Malgré l'abolition du shogunat de la restauration de Meiji en 1868, les Tayasu et les Hitotsubashi sont en mesure de préserver leurs possessions et de fonder le han de Tayasu (田安藩) et le han de Hitotsubashi(一橋藩). Le temps des seigneurs terriens ne dure cependant pas longtemps. Après une révolte paysanne, le territoire des Tayasu passe aux mains du nouveau gouvernement un an plus tard, ainsi que celui des Hitotsubashi avec l'abolition du système han (juillet 1871). En 1884, les chefs des familles sont faits comtes (hakushaku) dans le nouveau système nobiliaire (kazoku) de l'époque Meiji.

## Chefs dugosankyō

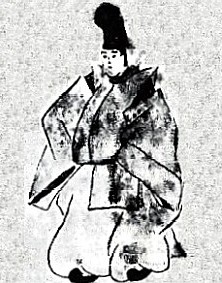
Tokugawa Munetake.

### Maison Tayasu 田安家
1. Munetake (1716-1771, r. 1731–1771)
2. Haruaki (1753-1774, r. 1771–1774)
3. Narimasa (1779-1846, r. 1787–1836)
4. Naritaka (1810-1845, r. 1836–1839)
5. Yoshiyori (1828-1876, r. 1839–1863)
6. Takachiyo (1860-1865, r. 1863–1865)
7. Kamenosuke (1863-1940, r. 1865–1868)
8. Yoshiyori (2e fois) (1828-1876, r. 1868-1876)
9. Satotaka (1865-1941, r. 1876-1941)
10. Satonari (1899-1961, r. 1941-1961)
11. Munefusa (1929-  , r. 1961-)[3]

### Maison Shimizu 清水家
1. Shigeyoshi (1745-1795, r. 1758-1795)
2. Atsunosuke (1796-1799, r. 1798-1799)
3. Nariyuki (1801-1846, r. 1805-1816)
4. Narinori (1810-1827, r. 1816-1827)
5. Narikatsu (1820-1849, r. 1827-1846)
6. Akitake (1853-1910, r. 1866-1868)
7. Atsumori (1856-1924, r. 1870-1924)

### Maison Hitotsubashi 一橋家
1. Munetada (1721-1765, r. 1735-1764)
2. Harusada (1751-1827, r. 1764-1799)
3. Nariatsu (1780-1816, r. 1799-1816)
4. Narinori (1803-1830, r. 1816-1830)
5. Narikura (1818-1837, r. 1830-1837)
6. Yoshimasa (1825-1838, r. 1837-1838)
7. Yoshinaga (1823-1847, r. 1838-1847)
8. Shōmaru (1846-1847, r. 1847)
9. Yoshinobu (1837-1913, r. 1847-1866)
10. Mochiharu (1831-1884, r. 1866-1884)